# Grabów (gmina)
Pour les articles homonymes, voir Grabów.
Grabów est une gmina (commune) rurale (gmina wiejska) du powiat de Łęczyca, dans la Łódź, dans le centre de la Pologne.
Son siège administratif (chef-lieu) est le village de Grabów, qui se situe environ 16 kilomètres (km) au nord-ouest de Łęczyca (siège du powiat) et 50 kilomètres au nord-ouest de la capitale régionale Łódź (capitale de la voïvodie).
La gmina couvre une superficie de 154,84 km2 pour une population de 6 480 habitants en 2006.

## Histoire
De 1975 à 1998, la gmina est attachée administrativement à la voïvodie de Konin.

Depuis 1999, elle fait partie de la voïvodie de Łódź.

## Géographie
La gmina inclut les villages et localités de :
- Besiekiery
- Biała Góra
- Borów
- Borucice
- Bowętów
- Brudzeń
- Budki
- Byszew
- Chorki
- Gać
- Golbice
- Goszczędza
- Grabów
- Jastrzębia
- Janów
- Jaworów
- Kadzidłowa
- Kotków
- Ksawerów
- Kurzjama
- Leszno
- Nagórki
- Nowa Sobótka
- Nowy Besk
- Odechów
- Ostrówek
- Piaski, Pieczew
- Piotrkówek
- Radzyń
- Sławęcin
- Smardzew
- Smolice
- Sobótka-Kolonia
- Srebrna
- Stara Sobótka
- Stary Besk
- Wygorzele
- Żaczki
- Źrebięta

### Gminy voisines
La gmina de Grabów est voisine des gminy de:
- Chodów
- Dąbie
- Daszyna
- Kłodawa
- Łęczyca
- Olszówka
- Świnice Warckie

## Structure du terrain
D'après les données de 2014, la superficie de la commune de Grabów est de 154,96 kilomètres carrés, répartis comme telle :
- terres agricoles : 91 %
- forêts : 7 %

La commune représente 20,05 % de la superficie du powiat.

## Démographie
Données du 30 juin 2014 :
| Description        | Total  | Total | Femmes | Femmes | Hommes | Hommes |
| ------------------ | ------ | ----- | ------ | ------ | ------ | ------ |
| Unité              | Nombre | %     | Nombre | %      | Nombre | %      |
| Population         | 6 135  | 100   | 3 033  | 49,4   | 3 102  | 50,6   |
| Densité (hab./km²) | 40     | 40    | 20     | 20     | 20     | 20     |